# Pacific Palisades
Pacific Palisades és una comunitat integrada a la ciutat de Los Angeles, a Califòrnia (Estats Units). Enclavada en el seu extrem centre-occidental, és un veïnat altament privilegiat per la seva situació al costat de l'oceà Pacífic i les muntanyes de Malibú en el seu extrem sud, així com per la seva proximitat relativa als llocs més cèntrics i amb major oferta d'oci i treball de tota l'àrea de Los Angeles.
Pacific Palisades es localitza equidistant a només 20 minuts tant del centre de Los Angeles, com dels famosos veïnats i ciutats de Bel-Air, Beverly Hills, West Los Angeles i Hollywood. La seva ubicació en una àrea geogràfica de luxe propicia la primacia de raça blanca d'alt nivell adquisitiu al veïnat, fet que el converteix, juntament amb Beverly Hills i Bel Air, en els llocs més cars i inaccessibles de la ciutat i probablement de tot el país.
En aquesta zona es troba l'anomenada Getty Villa, mansió d'estil pompeià que el magnat Jean Paul Getty va aportar per a la fundació del Museu J. Paul Getty. Actualment aquest centre alberga les col·leccions d'art grec i romà del museu, mentre la resta s'alberga al Getty Center de Los Angeles.